# Степанов, Василий Петрович
Василий Петрович Степанов (1815—1892) — российский и финляндский государственный деятель, тайный советник.

## Биография
Происходил из дворянского рода Степановых.
В 1838 году окончил юридический факультет Императорского Санкт-Петербургского университета со степенью кандидата; в службе — с 18 ноября 1838 года. В 1849 году — надворный советник, переводчик статс-секретариата Великого княжества Финляндского. С 1857 года — коллежский советник, чиновник по особым поручениям при министре-статс-секретаре Великого княжества Финляндского.
В апреле 1860 года был произведён в действительные статские советники; член Комитета Финляндских дел при Статс-секретариате Великого княжества Финляндского. С 28 марта 1871 года — тайный советник. На 1891 год в той же должности.
Был награждён всеми российскими орденами вплоть до ордена Св. Александра Невского с бриллиантовыми знаками пожалованные ему 27 октября 1888 года и ордена Белого орла; орденом Св. Владимира 2-й степени был пожалован в 1873 году, орденом Св. Анны 1-й степени — в 1869, орденом Св. Станислава 1-й степени — в 1865 году.